# Anita Hansemann

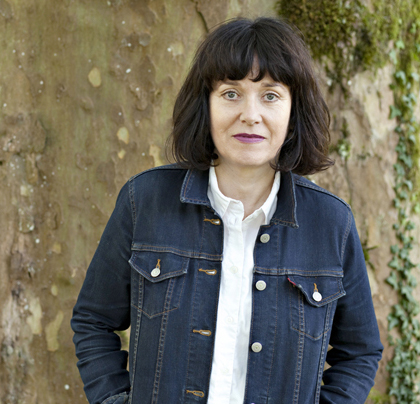
Anita Hansemann 2018

Anita Hansemann (* 20. November 1962 in Saas im Prättigau; † 28. Juni 2019 in Zürich) war eine Schweizer Autorin.

## Leben
Anita Hansemann wuchs auf einem Bergbauernhof im Prättigau auf.
Sie studierte an der Fachhochschule Zürich Soziale Arbeit und engagierte sich in Projekten mit Erwerbslosen.
Seit 2004 war sie freischaffende Autorin und verfasste Theaterstücke, Kurzhörspiele, Kurzfilmdrehbücher, Prosatexte und Kindergeschichten.
Sie war Stipendiatin der Schweizer Autorenprogramme Dramenprozessor und Stücklabor.
Anita Hansemann verstarb an den Folgen eines Verkehrsunfalls.

## Werke
- Die weisse Wölfin. Schweizerisches Jugendschriftenwerk, Zürich 2008.
- Bergpiraten. Musiktheater, Uraufführung Theater Chur, 2015.
- Widerschein. Roman, edition bücherlese, Luzern 2018.
- Kati, die Möwe. Kinderbuch, Atlantis Verlag, Zürich 2018. Illustrationen Verena Pavoni.